# Une fée bien allumée
Pour plus de détails, voir Fiche technique et Distribution.
Une fée bien allumée (Toothless) est un téléfilm américain réalisé par Melanie Mayron et produit par Walt Disney Television, sorti en 1997, mettent en vedette Kirstie Alley,. 

## Synopsis
Katherine Lewis est une dentiste a qui la vie sourit. Cette existence heureuse est brutalement interrompue par un accident de voiture. Désormais décédée, elle devient la « fée Quenotte » et elle est chargée de récupérer les dents de lait des enfants. Malheureusement, ses missions ne se passent pas sans mal…

## Fiche technique
- Titre : Une fée bien allumée
- Titre original : Toothless
- Réalisation : Melanie Mayron
- Société de production : Walt Disney Television
- Pays d'origine : États-Unis
- Genre : Comédie
- Dates de premières diffusions : 
  -  États-Unis : 5 octobre 1997 sur ABC

## Distribution
- Kirstie Alley (VF: Marie Vincent) : Dr. Katherine Lewis
- Ross Malinger : Bobby Jameson
- Daryl Mitchell : Raul
- Dale Midkiff : Thomas Jameson
- Melanie Mayron : Mindy
- Kathryn Zaremba : Carrie
- Kimberly Scott : Gwen
- Marcus Toji : Trevor
- Lynn Redgrave : sergent Rodgers